# Düsterkäfer
Die Düsterkäfer (Melandryidae oder Serropalpidae) bilden eine kleine Familie der Ordnung Käfer. Sie sind nahe verwandt mit den Stachelkäfern und den Tetratomidae. Sie stehen in der Reihe der Familien, die an den Hinterbeinen nur viergliedrige, an den restlichen Beinen jedoch fünfgliedrige Tarsen haben. Diese wurden deswegen als Heteromera (von altgriechisch έτερος héteros, deutsch ‚anders‘ und μέρος méros, deutsch ‚Teil‘) zusammengefasst und bilden heute die Überfamilie der Tenebrionoidea. In Europa umfassen die Düsterkäfer 19 Gattungen, weltweit ist die Familie mit etwa 100 Gattungen und 1200 Arten vertreten. In Mitteleuropa findet man 43 Arten. (Die Angaben beziehen sich auf die traditionelle Auffassung der Familie, vgl. unten).

## Eigenschaften der Käfer
Die zu den Düsterkäfern gehörenden Käfer haben in der Regel einen gestreckten, meist flachen Körper. Die Mundwerkzeuge zeigen nicht nach vorn. Die Augen sind höchstens sehr flach gewölbt, meist nierenförmig. Die Fühler sind gewöhnlich elfgliedrig, in der Gattung Conopalpus zehngliedrig. Die Fühler sind schnurförmig, oder die Endglieder verdickt (gekeult), die Fühler sind jedoch nie gekniet. Sie sind vor den Augen eingelenkt, die Einlenkung ist gewöhnlich durch einen scharfen Rand der Wangen begrenzt, aber nicht durch eine Wangenerweiterung nach oben verdeckt. Die Oberkiefer enden meist zweispitzig, die Schneide kann einen Zahn aufweisen. Das Endglied der viergliedrigen Kiefertaster ist meist stark beilförmig erweitert, kann aber auch klein und zylindrisch oder spindelförmig sein. Die Lippentaster sind dreigliedrig.
Die Seiten des Halsschilds sind wenigstens teilweise gerandet. Die Vorderecken sind nicht vorstehend.
Das Schildchen kann fehlen.
Die Flügeldecken lassen höchstens einen Teil des letzten Tergits unbedeckt.
Die Vorderhüften sind rundlich oder kegelförmig, sie sind höchstens schmal voneinander getrennt. Die Hüfthöhlen der Vorderhüften sind nach hinten offen.
Auf der Unterseite des Hinterleibs sind nur fünf Abschnitte sichtbar, ein sechstes Sternit ist höchstens angedeutet. Die Sternite sind frei gegeneinander beweglich bis teilweise verwachsen.
Die Beine sind relativ kurz, die Trochanteren sind winzig und schräg an die Schenkel anschließend. Die Schienen sind kurz mit langen Enddornen oder lang mit kurzen Enddornen. Das erste Glied der viergliedrigen Hintertarsen ist auffallend lang. Das vorletzte Glied der Hintertarsen ist außer bei der Gattung Serropalpus gelappt.

## Eigenschaften der Larven
Die Larven sind länglich, fast zylindrisch, und weichhäutig. Die Brustringe tragen dünne, viergliedrige Beine mit beweglicher Klaue. Die Brustringe gehen übergangslos in die Hinterleibsringe über. Am Kopf tragen die Larven an beiden Seiten je fünf Einzelaugen (bei den Osphyinae zwei), die Fühler sind viergliedrig. Die Oberlippe ist durch eine Naht von der Kopfkapsel abgesetzt. Die Behaarung ist höchstens fein ausgebildet.

## Biologie
Die entwickelten Käfer halten sich meist versteckt. Sie leben in Baumpilzen, im Mulm hohler Bäume, in den Rissen toter Äste oder unter abgestorbener Rinde. Manche Arten können mit Hilfe der langen Enddornen der Hinterbeine springen. Die Larven entwickeln sich in Pilzen oder verrottendem Holz. Ihre Ernährung besteht ausschließlich aus Pilzen oder aus verpilztem Holz.

## Stellung im System
Die Stellung der Melandryidae innerhalb der Heteromera ist unsicher. Bei früheren Arbeiten ergaben sich verschiedene Anordnungen, je nachdem, ob das Gewicht auf den Vergleich äußerer Merkmale der Käfer, Flügelbau, Struktur des männlichen Geschlechtsorgans, oder Merkmale der Larven gelegt wurde. Auch bei neueren Arbeiten, die mehrere Gesichtspunkte berücksichtigen, wurden die Melandryidae nicht einheitlich eingeordnet. Crowson sieht 1966 die Melandryidae zusammen mit Mordellidae und Scraptiidae-Rhipiphoridae als gemeinsame Familiengruppe. Lawrence and Newton sehen 1982 Tetratomidae, Melandryidae, Mordellidae und Rhipiphoridae gemeinsam aus dem Komplex Tetratomidae – Mycetophygidae hervorgegangen. Iablokov-Khnzorian fasst 1983 die Melandryidae zusammen mit Rhipiphoridae, Mordellidae Scraptiidae, Tetratomidae, Mycetophagidae und Colydiidae als Colydiomorphes zusammen.
Auch die innere Systematik ist unklar. Traditionell wird die Familie in vier Unterfamilien geteilt. Davon werden die Unterfamilien Halomeninae und Eustrophinae 1998 von Nikitsky zu den Tetratomidae gestellt. Mit molekulargenetischen Verfahren wurde gezeigt, dass auch die restlichen Unterfamilien Osphyiinae und Melandryinae nicht monophyletisch sind. Nach dieser Untersuchung gehört die Gattung Osphya nicht in die Familie Melandryidae, und die Gattung Cephaloon sollte aus der Familie Stenotrachelidae in die Familie Melandryidae verschoben werden.

## Bemerkungen zum Namen und zur Geschichte
Bereits 1810 fasst der Schwede Gyllenhaal die Gattungen Melandrya, Serropalpus, Dircaea, Hallomenus, Helops, Allecula, Mycetophila und Conopalpus in einer Familie zusammen, die er nach der Gattung Helops mit den Namen 'Helopei' versieht. Diese Einteilung setzt sich jedoch nicht durch.
1815 erscheint der erste Teil des neunten Bandes der Erstausgabe der Edinburgh Encyclopaedia. Sie enthält das Stichwort 'Entomology'. Unter diesem Stichwort wird neben anderem die Systematik der Insekten nach Leach abgebildet. Leach benutzt bei seinen Namensgebungen häufig Anagramme. Im Fall der Melandryidae benutzt er das Anagramm 'Melyandrida' für 'Melandryida' und bezeichnet damit die dritte Familie des Tribus Tenebrionides, die neben der Gattung Melandrya die Gattungen Serropalpus, Dircaea, Lagria, Nilops und Calopus umfasst. Während sich Regeln für die Namensgebung von Familien erst schrittweise herausbilden, nennt Samouelle 1819 die Familie 'Melandryadae'. Dabei handelt es sich nicht um einen orthographischen Fehler, sondern bei Samouelle enden die Familiennamen abhängig von der Namensendung der konstituierenden Gattung auf -idae oder -adae. Redtenbacher nennt die Familie 1858 'Melandryides'. Stephens benutzt erstmals 1829 die Schreibweise 'Melandryidae'. Die Internationale Kommission für Zoologische Nomenklatur legte erst nach 1960 Regeln für die Bildung von Familiennamen fest. Diesen entsprechend trägt die Familie den Namen 'Melandryidae Leach, 1815'. Seidlitz stellt 1896 die Synonyme zusammen.
Schon Leach stellt die Gattung Serropalpus an die erste Stelle der Familie Melandryidae. Deswegen ist der Name 'Serropalpidae' für die Familie weit verbreitet und als Synonym für Melandryidae anerkannt. Der Familienname Serropalpidae erscheint in den Formen 'Serropalpidae Latreille, 1825' und 'Serropalpidae Latreille, 1829'. Latreille beschäftigt sich mit der Systematik der Insekten, nachdem er gebeten wird, von Lamarck nach dessen Erblindung Vorlesungen über die wirbellosen Tiere zu übernehmen. Er benutzt den Namen 'Serropalpides' erst 1829 in der 2. Auflage seines Werkes über die Familien des Tierreichs, jedoch für die gleiche taxonomische Einheit, die er 1825 noch 'Securipalpes' nennt und als dritten Tribus in der dritten Familie (Stenelytra) der Heteromeren mit den Gattungen Melandrya, Serropalpus, Dircaea und drei weiteren Gattungen zusammenfasst. Laporte de Castelnau bezeichnet 1840 die von Latreille gegründete taxonomische Einheit auf Französisch Serropalpiens, auf Lateinisch Serropalpites. Redtenbacher nennt die Familie 1845 und noch 1849 in der Erstauflage der 'Fauna austriaca' 'Serropalpi', in der 2. Auflage 1858 ändert er den Familiennamen in Melandryides.
Mulsant fasst 1856 die verwandten Gattungen als Tribus Barbipalpes zusammen, und zerteilt die Barbipalpes in sieben Familien. 'Melandryens' und 'Serropalpiens' sind bei Mulsant keine Synonyme, sondern zwei verschiedene taxonomische Einheiten mit Familienstatus. Mulsant gibt dabei auch einen detaillierten geschichtlichen Überblick über die unterschiedlichen Auffassungen verschiedener Autoren bezüglich der Melandryidae. Auch bei Thomson werden 1864 Serropalpidae und Melandryidae als zwei verschiedene Familien geführt.
Im deutschen Namen Düsterkäfer spiegelt sich der wissenschaftliche Name Melandryidae, in dem das griechische μέλας 'melas' für 'schwarz, dunkel' steckt. Nicht alle Käfer der Familie sind jedoch unscheinbar gefärbt. Der Name 'Serropalpidae' ist vom Gattungsnamen Serropalpus abgeleitet. Die Arten der Gattung Serropalpus haben gezähnte Kiefertaster. Der Name ist abgeleitet von lat. sérra, Säge, und pálpus, Taster. Gezähnte Kiefertaster sind jedoch nicht für die Familie typisch.

## Auswahl der Arten
- Abdera flexuosa
- Osphya bipunctata
- Tannendüsterkäfer (Serropalpus barbatus)

## Gefährdung
Viele Arten der Familie sind Reliktarten mit engen ökologischen Ansprüchen. Deswegen sind sie angesichts moderner Land- und Forstwirtschaft zu einem hohen Prozentsatz gefährdet, stark gefährdet oder sogar gebietsweise ausgestorben. In Deutschland werden 32 Arten je nach Bundesland zumindest als gefährdet geführt, beispielsweise in Thüringen acht von neunzehn Arten, in Baden-Württemberg 12 von 27 Arten, in Schleswig-Holstein 17 von 20 Arten. Dort gilt beispielsweise Eustrophus dermastoides als ausgestorben. In Österreich sind möglicherweise bis zu 27 Arten in ihrem Bestand gefährdet. In der Slowakei werden von 35 Arten vier als sehr selten oder extrem selten eingestuft. Es wird der Schutz ursprünglicher Wälder und Biotope und die Entnahme von weniger Altholz empfohlen.

## Paläontologische Nachweise
Der derzeit älteste Fund eines Düsterkäfers stammt aus der mittleren Kreidezeit (vor ungefähr 99 Millionen Jahren) und wurde im Bernstein in Burma gefunden.